# 分众分类法
分眾分类法（Folksonomy），是一个英語合成词，中文譯名尚未被普遍認同，又稱「大眾分類法」。由社会性书签服务中最具特色的自定义标签（Tag）功能衍生而来。

## 词源
大众分类法（Folksonomy）是由和组合而来，在英文中是比较口语化的词，表示一群人，一伙人的意思。则是指分类法，它是架構（Information Architecture）中一个重要部分。而是指“群众”自发性定义的平面型非层级结构式标签分类，現有“分众分类法”，“通俗分类法”，“大眾分类法”，“民眾分类法”，“俗民分類法”等不同的翻譯名称。

## 定義
是指一種由使用者以任意關鍵字進行分類的協同工作。這個現象源於2004出現的許多社會性軟體（social software）。例如分享書籤網站「del.icio.us （页面存档备份，存于）」，相片分享網站「Flickr （页面存档备份，存于）」，目標分享網站「43_Things」，等等。其见证了Web2.0的发展。
通常，大家會認為「大眾分類法」就是使用自訂的標籤（tagging）進行分類。但是使用者自行標籤與大眾分類仍然有所不同。如Gmail的標籤分類也是一種自訂關鍵字的分類方法，不過它並不能說是大眾分類法，因為使用者彼此之間並不能分享分類的資訊。
「大眾分類法」與圖書資訊學中的「分面分類法」（faceted classification）並沒有直接關係。
社會科學與人類學领域已經對「俗民分類系統」（folk classifications）〝非專業者如何分類〞進行了長期的研究。Harold Conklin的《Folk Classification: A Topically Arranged Bibliography of Contemporary and Background References Through 1971》就是其中之一。

## 例子
举一个简单例子，当我们在收藏中文门户网站MouMouMou.com时，自定义了“门户”，“中国”，“新闻”这3个关键词作为标签，而其他人在收藏MouMouMou.com时也自定义了自己的关键词作为标签。而最后系统统计出来使用“门户”，“中国”，“新闻”这个3个关键词来定义MouMouMou.com的频率最高，那么这3个词就是用户对MouMouMou.com的分众分类。

## 特点和意义
大众分类法有几个特点：
1. 这种分类法是由个人自发性定义。
2. 标签分类是公开共享的，可以被所有人看到。
3. 这种分类法是由用户群体定义的频率来决定。

大众分类法使得传统分类法摆脱了固化的现象，并且跟大众的认知程度密切的结合起来，同时这种分类方法也为群体用户和信息之间建立了一个联系桥梁。这种分类是平面化的，没有等级层次的划分，虽然它相对不够严谨，缺乏准确度，但是在社会性软件中，这种平面延伸的分类方法却在无形之中成为形成了沟通的渠道和网络，而且方便，灵活，不受条件限制。所以这种以自定义标签形式的大众分类在现下流行的社会性网络服务中得到了广泛的应用，例如Delicious、Flickr和43things等等。